# 南平原郡
平原郡，中国東晉时设置的郡，後改稱南平原郡。

## 建置沿革
東晉時，在晉陵郡境內僑置平原郡（今江蘇省鎮江市、無錫市之間），領平原、高唐、茌平三僑縣。
宋武帝永初元年（420年），改平原郡為南平原郡，屬南兗州。後省濟岷郡為濟岷縣，與其所領營城、晉寧二縣併入南平原郡；南齊郡臨菑縣改屬南平原郡。宋文帝元嘉八年（431年），南平原郡改屬南徐州。元嘉十一年（434年），濟岷、晉寧二縣併入營城縣，高唐縣併入茌平縣。至此，南平原郡領茌平、臨菑、營城、平原四縣。後廢南平原郡，所領四縣改屬南東平郡。

## 行政長官

### 平原太守（－420年）
- 趙裔，下邳僮人。[3]
- 邢安泰，晉安帝義熙五年（409年）出任。[4]